# المعرف المفتوح للباحثين والمساهمين
الهوية المفتوحة للباحثين والمساهمين (بالإنجليزية: Open Researcher and Contributor ID؛ تختصر: ORCID)‏ رمز من حروف وأرقام للتمييز بين العلماء وسواهم من المؤلفين الأكاديميين. تعالج هذه الهوية الإشكال الناتج من الخلط ما بين الباحثين بسبب تطابق أسمائهم التي تظهر على الأوراق العلمية وما ينشر في العلوم الإنسانية، كما تعالج الإشكال الناتج عند تغيّر الاسم (عند الزواج مثلا)، والإشكال الناتج عن التباين الثقافي في طريقة كتابة الأسماء وترتيبها، كما تعالج الخلط الذي قد ينتج من استخدام اختصارات للاسم. يُعطى كل شخص هوية فريدة دائمة تشبه معرف الوثيقة الرقمية (DOI) الذي ينشأ للمحتويات الرقمية للتمييز بينها.
توفر منظمة الهوية المفتوحة للباحثين والمساهمين سجلا مفتوحا مستقلا ليكون معيارُا واقعيًا للتمييز بين المؤلفين الناشرين للمواد العلمية والأكاديمية. في 16 أكتوبر 2012 أطلقت المنظمة خدمة التسجيل وبدأت في استصدار معرفات المستخدمين.